# بخش استفانستورپ
بخش استفانستورپ (به سوئدی: Staffanstorps kommun) یک ناحیه شهری در سوئد است که در شهرستان اسکونه واقع شده‌است.